# Dasymaschalon robinsonii
Dasymaschalon robinsonii Ast – gatunek rośliny z rodziny flaszowcowatych (Annonaceae Juss.). Występuje naturalnie w Wietnamie oraz południowych Chinach (w prowincji Kuejczou). 

## Morfologia
PokrójZimozielony krzew dorastający do 2 m wysokości. Gałęzie są owłosione.
LiścieMają podłużny kształt. Mierzą 4–10 cm długości oraz 1,5–3,5 cm szerokości. Są skórzaste. Nasada liścia jest sercowata lub zaokrąglona. Wierzchołek jest tępy lub zaokrąglony. Ogonek liściowy jest mniej lub bardziej owłosiony i dorasta do 2–4 mm długości.
KwiatySą pojedyncze, rozwijają się w kątach pędów lub prawie na ich szczytach. Działki kielicha mają trójkątny kształt i są owłosione od wewnętrznej strony. Płatki mają lancetowaty kształt, są owłosione od wewnątrz i osiągają do 2–2,5 cm długości. Kwiaty mają 11 owłosionych słupków o podłużnym kształcie.

## Biologia i ekologia
Rośnie na terenach skalistych oraz otwartych przestrzeniach w lasach. Występuje na wysokości do 600 m n.p.m. Kwitnie od stycznia do czerwca, natomiast owoce pojawiają się od lipca do października.